# Da Sinagoga
Da Sinagoga è solo un appellativo usato da alcuni storici per comodità nei loro lavori, per tradurre dall'ebraico i cognomi min ha-Keneseth o mi Beth El. 
I cognomi mi Beth El o min ha Keneset sono attestati in documenti in lingua ebraica, distinguendo, già dai secoli XIII-XIV, copiatori di manoscritti, medici o prestatori della Comunità ebraica romana o diramati da Roma in Toscana e altre regioni (jewishencyclopedia).
Nei documenti in lingua latina o italiana, dal secolo XIV, gli esponenti della famiglia mi Beth El o min ha Keneset sono citati come Delle Scole oppure de Scola oppure Scola; oppure in seguito con un appellativo tratto da una significativa residenza: per esempio da Montalcino. 
Mentre va notato che non si trova in documentazione, relativamente agli esponenti di questa famiglia studiata nei secoli tra XIV e XVI da Umberto Cassuto, Michele Luzzati ed altri, la voce da Sinagoga.
È sbagliato pertanto parlare a proposito dei mi Beth El  come una famiglia romana denominata da Sinagoga. 
Si può aggiungere che la famiglia o consorteria ebraica romana mi Beth El o min ha Keneset era collegata con l'antica, colta e prolifica famiglia ebraica romana Anaw.